# Sruby
Sruby (en allemand : Srub) est une commune du district d'Ústí nad Orlicí, dans la région de Pardubice, en République tchèque. Sa population s'élevait à 588 habitants en 2024.

## Géographie
Sruby se trouve à 8 km à l'ouest de Brandýs nad Orlicí, à 17 km à l'ouest-nord-ouest d'Ústí nad Orlicí, à 29 km à l'est-sud-est de Pardubice et à 125 km à l'est de Prague.
La commune est limitée par Újezd u Chocně au nord, par Choceň à l'est et au sud-est, par Slatina au sud-ouest et par Dobříkov à l'ouest.

## Histoire
La première mention écrite de la localité date de 1292.

## Administration
La commune se compose de deux sections :
- Sruby
- Hluboká

## Galerie

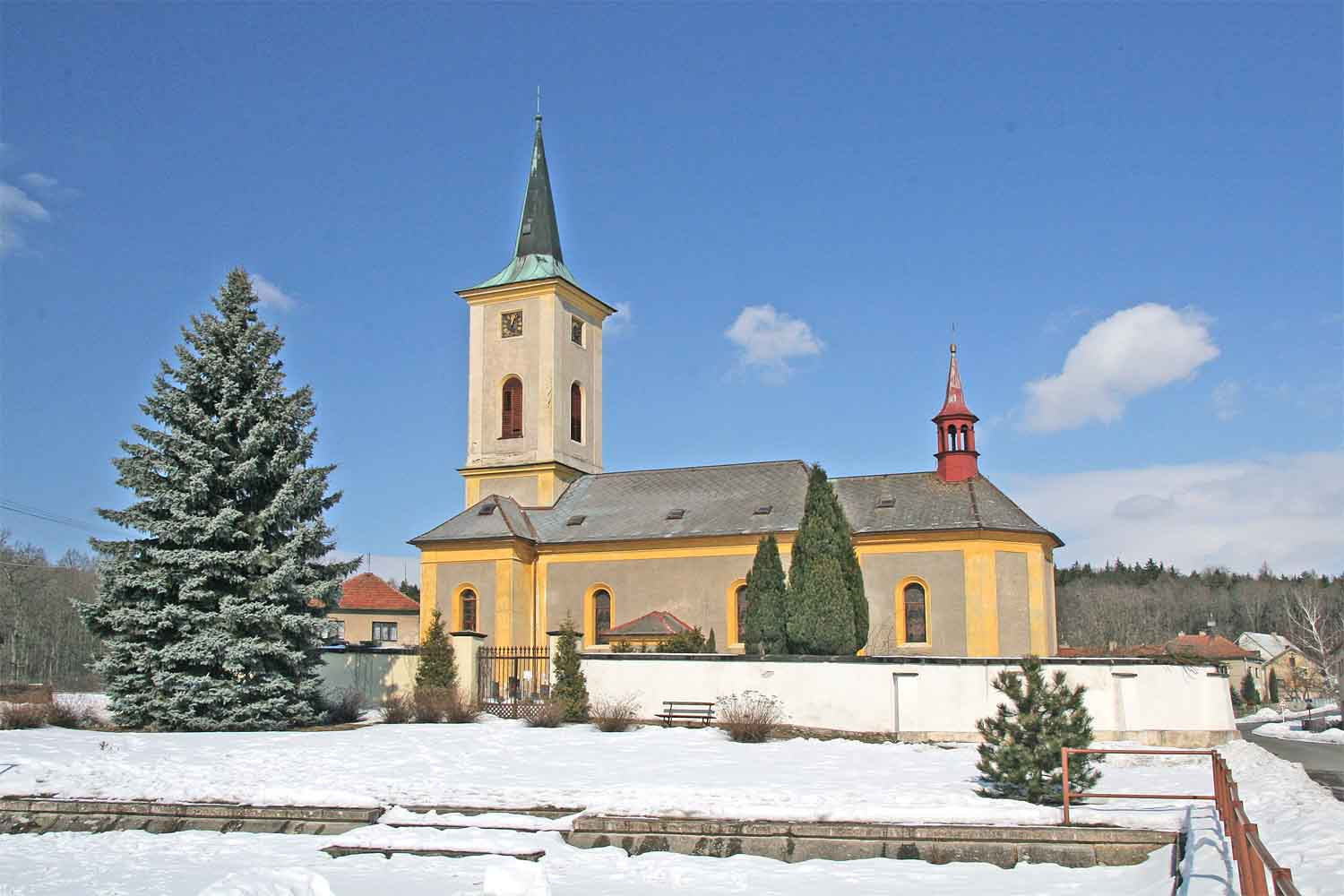
Église de Sruby.
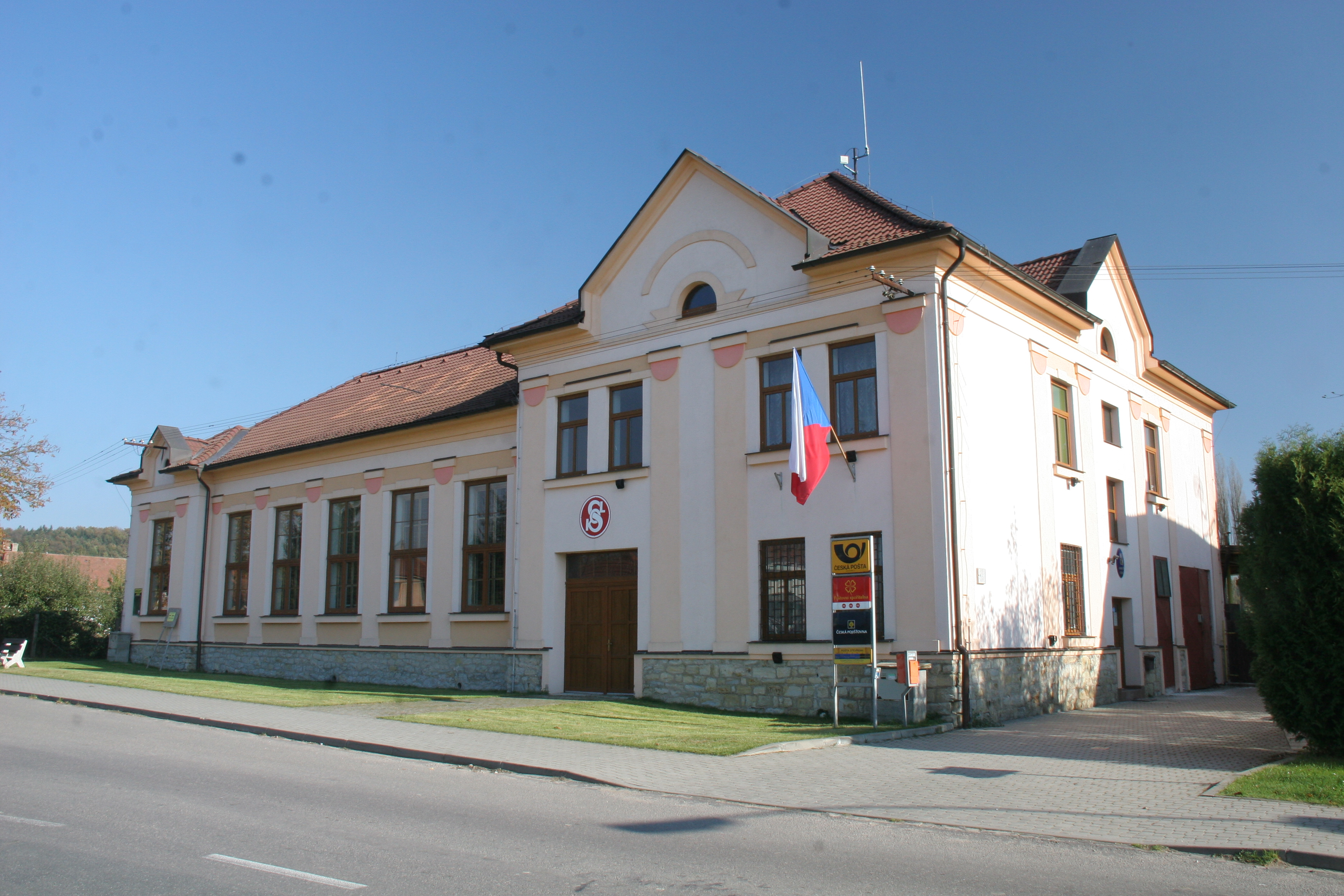
Sruby : la mairie.

## Transports
Par la route, Sruby trouve à 5 km de Choceň, à 21 km d'Ústí nad Orlicí, à 33 km de Pardubice et à 149 km de Prague. 